# Лаурени (Муреш)
Лаурени (рум. Lăureni) насеље је у Румунији у округу Муреш у општини Миеркуреа Ниражулуј. Oпштина се налази на надморској висини од 361 m.

## Становништво
Према подацима из 2002. године у насељу је живело 296 становника.

### Попис2002.
| Расподела становништва по националности 2002.‍ | Расподела становништва по националности 2002.‍ | Расподела становништва по националности 2002.‍ | Расподела становништва по националности 2002.‍ | Расподела становништва по националности 2002.‍ |
| --------------------------------------------- | --------------------------------------------- | --------------------------------------------- | --------------------------------------------- | --------------------------------------------- |
|                                               |                                               |                                               |                                               |                                               |
| Румуни                                        | Румуни                                        |                                               | 152                                           | 51,5%                                         |
| Мађари                                        | Мађари                                        |                                               | 38                                            | 12,9%                                         |
| Роми                                          | Роми                                          |                                               | 105                                           | 35,6%                                         |